# Карлос Пеллісер
Карлос Пеллісер Васкес (ісп. Carlos Pellicer Vázquez, нар. 12 травня 1944, Ла-Корунья) — іспанський футболіст, що грав на позиції нападника, зокрема за «Барселону» та «Валенсію».

## Ігрова кар'єра
У дорослому футболі дебютував 1964 року виступами за команду «Депортіво», в якій провів три сезони, взявши участь у 26 матчах чемпіонату. 
Своєю грою за цю команду привернув увагу представників тренерського штабу «Барселони», до складу якого приєднався 1967 року. Відіграв за каталонський клуб наступні три сезони своєї ігрової кар'єри, проте стати основним гравцем його складу не зумів.
1970 року уклав контракт з «Валенсією», у складі якого провів наступні три роки своєї кар'єри гравця, також здебільшого як гравець запасу. В сезоні 1970/71 ставав у складі валенсійців чемпіоном Іспанії. 
Завершував ігрову кар'єру у команді «Леванте», за яку виступав протягом 1973—1974 років.

## Титули і досягнення
- Чемпіон Іспанії (1):

«Валенсія»: 1970-1971